# Eccidio di Cadibona
L'eccidio di Cadibona fu l'omicidio di 39 prigionieri di guerra durante il viaggio di trasferimento dalle carceri di Alessandria a Savona.

## Storia
L'11 maggio 1945, trentanove prigionieri appartenenti alle disciolte formazioni della Repubblica Sociale Italiana vennero uccisi in una località a breve distanza dall'abitato di Cadibona, lungo la strada statale che porta alla galleria di Altare. Essi appartenevano ad un gruppo di 52 persone detenute nelle carceri di Alessandria e poste in traduzione per Savona per essere giudicate dalla Corte straordinaria di Assise. Erano scortate da cinque agenti di Pubblica Sicurezza ausiliari: tre sottufficiali e due guardie, tutti ex partigiani. Le salme, inizialmente seppellite nel cimitero di Cadibona, vennero poi traslate nel cimitero Militare di Altare, detto "delle Croci bianche".
L'azione penale contro i presunti responsabili dell'uccisione dei detenuti politici venne promossa dalla Questura di Savona nel 1950. A conclusione della lunga istruttoria il giudice rinviò i cinque partigiani e l'allora commissario dell'Ufficio politico della Questura di Savona al giudizio della Corte d'Assise. Gli imputati durante l'interrogatorio negarono di aver preso parte materialmente all'eccidio e asserirono che sarebbe stato compiuto da partigiani a loro sconosciuti, i quali avrebbero ricevuto per telefono un ordine partito dall'ufficio politico della questura di Savona. Tra le vittime il ventenne Mario Molinari, tenente della Guardia Nazionale Repubblicana, figlio di Angelo Molinari fondatore dell'omonima azienda
Il dibattimento davanti alla Corte di Assise di Verona venne sospeso per impedimento di uno degli imputati (una grave malattia) e rinviato a nuovo ruolo. Intanto sopravvenne il Decreto del Presidente della Repubblica in data 11 luglio 1959 n. 460 il quale concedette amnistia per i reati politici ai sensi dell'art. 8 C.P. commessi dal 25 luglio 1943 al 18 giugno 1946.
Con la sentenza del 14 ottobre 1959 tutti gli imputati colpevoli di collaborazionismo ed eccidi ai danni dei concittadini vennero amnistiati.